# محمد عطية (لاعب كرة قدم مواليد 1992)
محمد عطية (مواليد 15 يونيو 1992) هو لاعب كرة قدم سعودي يلعب حاليًا كلاعب محترف في نادي يونياو دي كويمبرا البرتغالي.

## مسيرة اللاعب
كانت بداياته مع نادي المجد و انتقل إلى نادي نجران في عام 2012 و لعب معهم لمدة موسم وانتقل بعدها إلى نادي أبها و لعب معهم لموسمين وبعدها إنتقل إلى نادي الشعلة في عام 2015 و إنتقل إلى نادي أحد عام 2017 و انتقل إلى نادي الشباب في عام 2019 و أعير إلى نادي ضمك في صيف 2020 و أعير إلى نادي الطائي في صيف 2021 و لعب بعدها مع نادي العين ونادي الحوراء و احترف بعدها في نادي يونياو دي كويمبرا البرتغالي.